# Спенсер, Джордж, 4-й герцог Мальборо
Джордж Спенсер, 4-й герцог Мальборо (26 января 1739 — 29 января 1817) — британский аристократ, политик и военный. Лорд-камергер (1762—1763) и лорд-хранитель малой печати (1763—1765). Пэр Англии.

## Биография
С 1739 по 1758 год носил титул маркиза Блэндфорда. Старший сын Чарльза Спенсера (1706—1758), 5-го графа Сандерленда (1729—1758) и 3-го герцога Мальборо (1733—1758), и Элизабет Тревор (1713—1761), дочери Томаса Тревора, 2-го барона Тревора.
Джордж Спенсер получил образование в Итонском колледже.

## Карьера
В 1755 году Джордж Спенсер стал прапорщиком Колдстримского гвардейского полка, в 1756 году он был произведён в капитаны 20-го Ланкаширского пехотного полка.
20 октября 1758 года после смерти своего отца Джордж Спенсер унаследовал титул герцога Мальборо и занял своё место в Палате лордов в 1760 году. В том же году был назначен лордом-лейтенантом графства Оксфордшир.
В 1761 году герцог Мальборо нёс скипетр с крестом на коронации английского короля Георга III. В 1762 году он стал лордом-камергером, а также тайным советником. В 1763 году герцог Мальборо стал лордом-хранителем малой печати, занимал эту должность до 1765 года.
Астроном-любитель, он построил частную обсерваторию в своей резиденции, Бленхеймском дворце. Он вёл оживленную научную переписку с немецким дипломатом Хансом Морицем фон Брюлем, другим аристократом и любителем астрономии.
В 1768 году — кавалер Ордена Подвязки, с 1786 года — член Лондонского королевского общества.

## Семья
Герцог Мальборо 23 августа 1762 года в Лондоне женился на Леди Кэролайн Рассел (1742/1743 — 26 ноября 1811), дочери Джона Рассела, 4-го герцога Бедфорда (1710—1771), и Гертруды Левесон-Говер (1715—1794). Супруги имели восемь детей:
- Леди Кэролайн Спенсер (27 октября 1763 — 23 ноября 1813), муж с 10 марта 1792 года Генри Эллис, 2-й виконт Клифден (1761—1836)
- Леди Элизабет Спенсер (1764—1812), муж с 5 февраля 1790 года Джон Спенсер (1767—1831), сын лорда Чарльза Спенсера и внук Чарльза Спенсера, 3-го герцога Мальборо
- Джордж Спенсер-Черчилль, 5-й герцог Мальборо (6 марта 1766 — 5 марта 1840)
- Леди Шарлотта Спенсер (1769—1802), муж с 16 апреля 1797 года Эдвард Нарес (1762—1841)
- Лорд Генри Спенсер (1770—1795)
- Леди Энн Спенсер (5 ноября 1773 — 7 августа 1865), муж с 10 декабря 1796 года Кропли Эшли-Купер, 6-й граф Шафтсбери (1768—1851)
- Леди Амелия София Спенсер (1774 — 30 января 1829), муж с 1812 года Генри Питчес Бойс
- Лорд Френсис Альмерик Спенсер (26 декабря 1779 — 10 марта 1845), 1-й барон Черчилль (1815—1845), женат с 25 ноября 1801 года на леди Френсис Фицрой (1780—1866), дочери Огастаса Фицроя, 3-го герцога Графтона

68-летняя герцогиня Мальборо скончалась в ноябре 1811 года в Бленхеймском дворце. 78-летний Джордж Спенсер, 4-й герцог Мальборо, скончался в январе 1817 года в том же самом дворце, и был там похоронен.